# Ари, Элайджа
Элайджа Ари (Арий) (англ. Elijah Aryee; 6 ноября 1987) — киргизский и ганский футболист, защитник и полузащитник. Выступал за сборную Кыргызстана.

## Биография
В 2007 году выступал за российский любительский клуб «КАМАЗ» (Москва), откуда спустя год вместе с тренером Сергеем Дворянковым и своими земляками Дэниэлом Таго и Уильямом Гьяном перешёл в киргизский «Дордой-Динамо». Стал двукратным чемпионом Кыргызстана (2008, 2009), обладателем Кубка Кыргызстана (2008).
С 2010 года выступал в чемпионате Таджикистана за «Вахш» (Курган-Тюбе), «Регар-ТадАЗ» (Турсунзаде), «Энергетик» (Душанбе).
В августе 2013 года ненадолго возвращался в «Дордой», затем играл в Гане и Омане. В 2018 году играл за аутсайдера высшей лиги Кыргызстана «Академия» (Ош).

### Карьера в сборной
В 2013 году принял гражданство Кыргызстана. Дебютировал в национальной сборной Кыргызстана 11 июня 2013 года в товарищеском матче против Эстонии, отыграв полный матч. Участник Кубка вызова АФК 2014 года, на турнире сыграл один матч.
Всего в 2013—2014 годах сыграл 9 матчей за сборную Кыргызстана.